# Сідар-Гілл (Теннессі)
Сідар-Гілл (англ. Cedar Hill) — місто (англ. city) в США, в окрузі Робертсон штату Теннессі. Населення — 301 особа (2020).

## Географія
Сідар-Гілл розташований за координатами 36°33′4″ пн. ш. 87°0′2″ зх. д. / 36.55111° пн. ш. 87.00056° зх. д. (36.551176, -87.000686).  За даними Бюро перепису населення США в 2010 році місто мало площу 1,77 км², уся площа — суходіл.

## Демографія
Згідно з переписом 2010 року, у місті мешкало 314 осіб у 108 домогосподарствах у складі 72 родин. Густота населення становила 177 осіб/км².  Було 124 помешкання (70/км²).
Расовий склад населення:
| - 89,2 % — білих - 6,7 % — чорних або афроамериканців - 2,2 % — осіб інших рас |

До двох чи більше рас належало 1,9 %. Частка іспаномовних становила 2,5 % від усіх жителів.
За віковим діапазоном населення розподілялося таким чином: 32,2 % — особи молодші 18 років, 55,4 % — особи у віці 18—64 років, 12,4 % — особи у віці 65 років та старші. Медіана віку мешканця становила 33,8 року. На 100 осіб жіночої статі у місті припадало 95,0 чоловіків;  на 100 жінок у віці від 18 років та старших — 90,2 чоловіків також старших 18 років.
Середній дохід на одне домашнє господарство  становив 46 706 доларів США (медіана — 37 206), а середній дохід на одну сім'ю — 48 125 доларів (медіана — 38 750). Медіана доходів становила 31 000 доларів для чоловіків та 26 818 доларів для жінок. За межею бідності перебувало 24,9 % осіб, у тому числі 35,4 % дітей у віці до 18 років та 8,5 % осіб у віці 65 років та старших.
Цивільне працевлаштоване населення становило 152 особи. Основні галузі зайнятості: виробництво — 28,9 %, освіта, охорона здоров'я та соціальна допомога — 19,1 %, мистецтво, розваги та відпочинок — 17,1 %.